# Esparros
Esparros é uma comuna francesa na região administrativa de Occitânia, no departamento dos Altos Pirenéus. Estende-se por uma área de 32,56 km². Em 2010 a comuna tinha 186 habitantes (densidade: 5,7 hab./km²).